# رود آتاسو
رود آتاسو (قزاقی: Атасу، اتاسۋ) یک رود در استان اولی‌تاو کشور قزاقستان است.